# Yatga
Le yatga (mongol : ᠶᠠᠲᠤᠭ᠎ᠠ, VPMC : yatug-a, cyrillique : ятга, MNS : yatga, API : [jataǧă] ; chinois : 雅托葛 ; pinyin : yǎtuōgé) est un instrument à cordes pincées de la famille des cithares utilisé dans la musique mongole. Il est proche du guzheng chinois, du gayageum coréen ou du koto japonais ou le dan tranh vietnamien,. Il ressemble également par certains aspects au plus rudimentaire zhetygen de la musique kazakhe, proche des formes anciennes du yatga.
Il existe également un plus petit instrument nommé l'altaï yatga (алтай яатга), à la forme plus proche d'une petite harpe, souvent avec des cornes, qui tire son nom de l'Altaï ou il a été redécouvert, proche de la adyrna kazakhe.

## Description

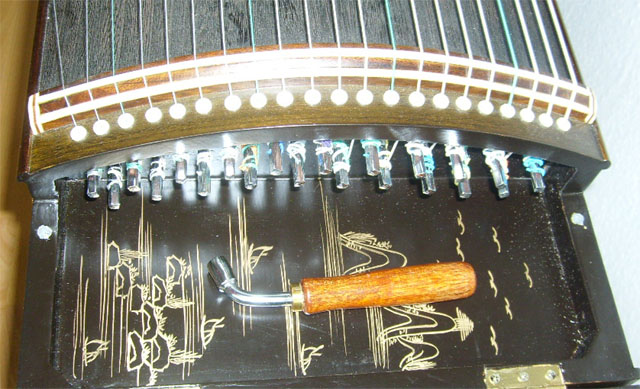
clé des cordes du yatga

Les cordes étaient faites autrefois de boyau d'oie, elles sont faites aujourd'hui de soie, d'acier, ou de crin de cheval[réf. nécessaire].
Il y avait environ 10 cordes dans les anciennes versions, les versions modernes existent avec 13 à 21, voire 24 cordes.
La caisse, en bois, et longue et convexe, il y a un chevalet mobile par corde.
L'instrument est accordé pour le jeu pentatonique de la musique traditionnelle mongole.
Il peut être posé par terre, sur les genoux ou sur un chevalet lorsque le musicien en joue

## Histoire

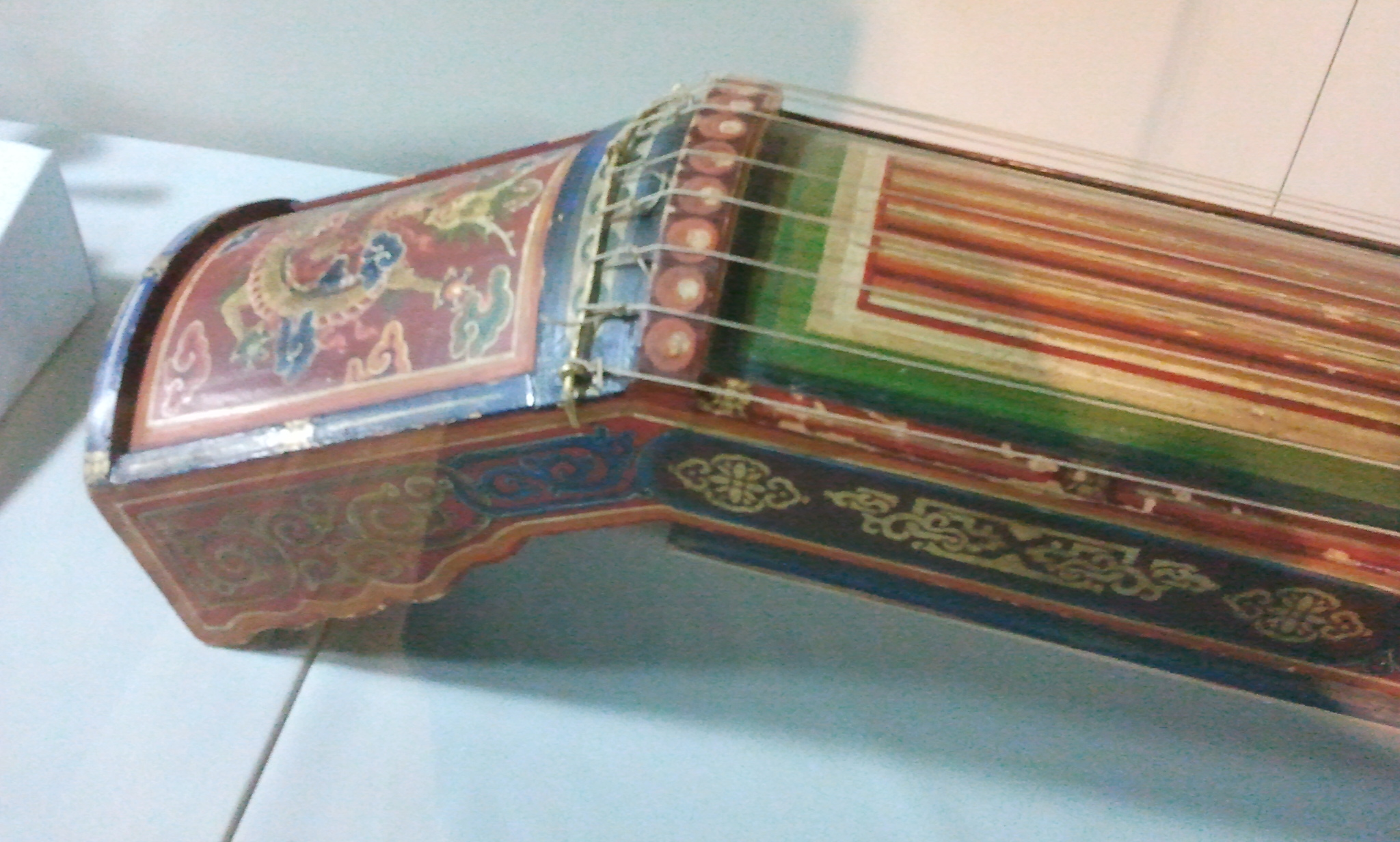
Ancien yatga

La plus ancienne mention de l'instrument date du XIVe siècle, comme instrument de cour. Cette ancienne version à 12 cordes étaient réservé à la cour royale et au clergé dans les monastères pour des raisons symboliques ; Les 12 cordes correspondent au 12 niveaux de la hiérarchie dans le palais. Le reste de la population n'avait que le droit de jouer des versions à 10 cordes.
Il comportait alors une tête de cygne.